# Mordus de politique (émission de télévision)
Mordus de politique est une émission de télévision d'analyse politique diffusée sur les ondes d'ICI RDI. Elle regroupe un panel d'anciens politiciens représentant divers partis politiques québécois et canadiens.

## Historique
Reprenant la case horaire de Le Club des ex (Les Ex), l'émission est diffusée pour la première fois en septembre 2020 avec l'animateur Sébastien Bovet. Il s'agit d'une nouvelle adaptation de l'émission du même titre avec le même animateur mais avec des panelistes différents diffusée en 2018-2019. 

## Diffusion
L'émission est diffusée en direct du lundi au jeudi de 12 h 30 à 14 h.

## Panélistes
- Françoise Boivin[4]
- Jean-François Lisée[5]
- Pierre Moreau[6]
- Dimitri Soudas[7]
- Yolande James[8]
- Guy Lachapelle [9]
- Gilles Duceppe[10]
- Michelle Courchesne[11]